# Glonn (Markt Indersdorf)
Glonn ist ein Ortsteil des Marktes Markt Indersdorf oberbayerischen Landkreis Dachau. Er liegt etwa 35 Kilometer nordwestlich von München.

## Geschichte
Glonn kann auf eine über 1200-jährige Geschichte zurückblicken. Urkundlich wird Glonn am 30. März 774 als „Clanae“ erwähnt. Damals schenkte Onolf seinen Besitz der Domkirche zu Freising. Auf der Urkunde soll folgendes stehen „Clanae secus fluenta ipsius fluminis“ übersetzt „Dorf der Glonnanwohner“. Glonn gehört neben Langenpettenbach zu den ältesten erwähnten Siedlungen Altbayerns überhaupt.
Weitere Bezeichnungen des Ortes Glonn waren im 13. Jahrhundert auch Glandorff, Glanardorf und Glanerdorf. Schon vor 1378 besaß Glonn ein eigenes Dorfgericht. 1439 erwarb das Augustiner Chorherrenstift Indersdorf unter Propst Erhard Prunner von Paul dem Weichser und dessen Ehefrau Elspet die Hofmark nebst Vogtei, Zehnt und sämtlichen Rechten für 680 Rheinischer Gulden.
Um 1750 zählte Glonn 33 Anwesen. Bis auf den Wirt, der dem Domkapitel Freising und einem 1/16 Hof der dem Kollegiatstift St. Andrä auf dem Freisinger Domberg grundbar war, gehörte dem Kloster Indersdorf im Obereigentum der gesamte Grundbesitz mit allen Anwesen. Dies waren: zwei ganze Höfe (Burkard, Droschl), sechs halbe Höfe (Ehaftsmühle, Gries, Heigl, Hansbauer, Schreder, Haubenbauer), 1/4 Hof (Brotmiester), 10 je 1/8 Höfe (Droschlgütel = Widumgut, Schredergütl, Haubengütl, Ziegler, Zimmermeister, Fischer, Bäckl, Baumeister, Bechler, Wendl) und 12 je 1/6 Höfe, das Hüthaus war Eigentum der Dorfgemeinde.

## Gemeindegebietsreform
Bis zur Eingemeindung in den Markt Markt Indersdorf am 1. Januar 1972 war Glonn mit dem Ortsteil Wildmoos eine eigenständige Gemeinde. Enge geschäftliche, freundschaftliche und kulturelle Kontakte wurden aufgrund der Nähe seit jeher mit den Einwohnern der Marktgemeinde gepflegt.

## Filialkirche St. Emmeram
Schon bei der Gründung von Glonn soll eine kleine Kirche bestanden haben, die dem hl. Emmeram geweiht war. Bis zum Jahre 1220 war Glonn eigene Pfarrei mit der Filialkirche St. Michael in Langenpettenbach. Heute ist die denkmalgeschützte katholische Filialkirche St. Emmeran die älteste Kirche im ganzen Glonntal. Sie gehört zur Pfarrei Mariä Himmelfahrt im Markt Indersdorfer Ortsteil Kloster Indersdorf.
Baubeschreibung
Der gewölbte Chor von St. Emmeran besteht aus mittelalterlichem Mauerwerk. Befunduntersuchungen im Zuge der Renovierung wiesen spätmittelalterliche Fresken nach. Die unteren Teile des Turms sind spätgotisch. Der Hochaltar wurde 1741 vom Kistler Rochus Emaus und dem Friedberger Hofbildhauer Johann Martin Sailler errichtet. Im Jahr 1745 folgten die Seitenaltäre von einem Indersdorfer Künstler. Die Kanzel datiert aus dem Jahre 1777. Der in seinem Gesamteindruck barocke Bau und der Stuck sind dem frühen 18. Jahrhundert zuzurechnen. 1884 wurde die Kirche nach Westen erweitert. Bis auf eine spätmittelalterliche Pietà aus Sandstein um 1430, können die meisten Ausstattungsstücke der Barockzeit zugerechnet werden. Neben zahlreichen Skulpturen besitzt die Kirche sieben Reliefs der Emmeranslegende aus dem 18. Jahrhundert.

## Vereine
- Freiwillige Feuerwehr Glonn (gegr. 1905),
- Trachtenverein GTEV der lustigen Glonntaler Glonn (gegr. 1921),
- Schnupferclub Glonn e. V. (gegr. 1978),
- Braxaclub"(gegr. 1987),
- Glonner Stockschützen e. V. (gegr. 1988).